# Asyndetus wigginsi
Asyndetus wigginsi är en tvåvingeart som beskrevs av Daniel J. Bickel och Sinclair 1997. Asyndetus wigginsi ingår i släktet Asyndetus och familjen styltflugor. Inga underarter finns listade i Catalogue of Life.